# 음력 11월 2일
음력 11월 2일은 음력 11월의 2번째 날이다.

## 사건
- 2014년 -
  - 프랑스 툴루즈에서 카타르항공이 에어버스 A350 항공기를 처음으로 인수하였다.
  - 서울특별시 종로구 계동 현대건설 지하 2층 식당에서 불이 나서 300여명이 긴급 대피하였다.

## 문화
- 1997년 - 대한민국 대구광역시 및 경상북도 일원에서 TBC Dream FM 개국.

## 탄생
- 1934년 - 대한민국의 영화감독 임권택.
- 1941년 - 대한민국 제17대 대통령 이명박.
- 1984년 - 대한민국의 배우 한예리.
- 1990년 -
  - 대한민국의 야구 선수 정인욱.
  - 대한민국의 골프 선수 안신애.
- 1997년 - 대한민국의 가수, 배우 정채연.

## 같이 보기
- 음력 360일: 1월 2월 3월 4월 5월 6월 7월 8월 9월 10월 11월 12월
- 전날:11월 1일 다음날:11월 3일 - 전달:10월 2일 다음달:12월 2일
- 양력:11월 2일
- 음력, 윤달